# António Manuel Baptista
António Manuel Baptista (Almeirim, 1924 – Lisboa, 7 de junho de 2015) foi um físico e divulgador de ciência português.

## Carreira
Estudou Física Nuclear na Faculdade de Ciências de Lisboa.
Licenciado da International School of Nuclear Science and Engineering (Laboratório Nacional da Argonne, EUA), foi professor de Física e de Medicina Nuclear.

De 1961 a 1983 foi director do Laboratório de Isótopos do Instituto Português de Oncologia e trabalhou no Medical Research Council e no Royal Cancer Hospital de Londres, no Reino Unido.
Desde 1961 desenvolvia programas de divulgação científica na rádio (TSF), na televisão (RTP) e na imprensa. Por este esforço recebeu os prémios de Imprensa (1969) e de Televisão (1981).

## Biografia
Nascido em Almeirim, era filho de um oficial do Exército. Frequentou o liceu Sá da Bandeira, em Santarém. Casado com Jovita Cid Larcher Roxo de Andrade Castelo Branco Ovídio, farmacêutica, teve quatro filhos, Ana Maria Ovídio Baptista, médica, António Manuel Ovídio Baptista, matemático, Teresa Maria Ovídio Baptista, atriz e Cristina Maria Ovídio Baptista, editora.